# Rockville (Indiana)
Rockville è una città degli Stati Uniti d'America, situata nello Stato dell'Indiana e in particolare nella Contea di Parke, della quale è anche il capoluogo.